# Antonella Campagna
Antonella Campagna (Termini Imerese, 4 settembre 1966) è una politica italiana.

## Biografia

### Attività politica

#### Elezione a senatore
Alle elezioni politiche del 2018 è eletta al Senato nelle liste del Movimento 5 Stelle, ottenendo un seggio nella circoscrizione Sicilia, all'interno del Collegio plurinominale Sicilia - 01.
Il 22 giugno abbandona il Movimento iscrivendosi a Insieme per il futuro, soggetto nato da una scissione guidata dal ministro Luigi Di Maio.